# Nicolas de Bralion
Nicolas de Bralion (1600 - 11 mai 1672) est un érudit et écrivain français.

## Biographie
Natif de Chars, dans le Vexin français, quoiqu’il se qualifie de Parisien à la tête de ses ouvrages, Nicolas de Bralion entra dans l’Oratoire en 1619, fut envoyé, en 1625, à St-Louis de Rome, où il résida pendant quinze ans, revint se fixer à Paris dans la maison de St-Honoré, et y mourut le 11 mai 1672, étant alors le doyen des prêtres de sa congrégation.

## Œuvres
Durant son séjour à Rome, il avait publié en italien les Elévations du cardinal de Bérulle sur Ste. Magdeleine, 1640, in-12, et un Choix des Vies des saints de Pedro de Ribadeneyra. Ses autres ouvrages, depuis son retour en France, sont :
- Pallium archiepiscopale, Paris, 1648, in-8°, rempli de recherches sur cet ornement et sur les cérémonies qui en sont l’objet, d’après un ancien manuscrit du Vatican. Le P. de Bralion est le premier qui ait traité cette matière en France. Dom Ruinart en a beaucoup profité dans sa Disquisitio historica de pallio.
- Vie de St. Nicolas, archevêque de Mire, ibid., 1646, in-8°, dont quelques faits sont sujets à contestation.
- Histoire chrétienne, ibid., 1656, in-4°. Ce sont les vies de Jésus-Christ, de la Ste. Vierge et de tous les saints du bréviaire romain : cet ouvrage manque de critique.
- La Curiosité de l’une et de l’autre Rome, avec figures, ibid., 1655 et 1659, 3 vol in-8°. La partie qui regarde Rome chrétienne offre des recherches curieuses sur l’origine, l’état et la destination des églises de cette capitale.
- Cæremoniale canonicorum, seu Institutiones, etc., ibid., 1657, in-8°. L’auteur y expose les rites et les cérémonies qui se pratiquaient dans les églises collégiales de Rome, c’est-à-dire dans celles où se faisait l’office canonial.
- Histoire de la sainte Chapelle de Lorette ; c’est un extrait de ce qu’il y a de plus remarquable à ce sujet dans les ouvrages de Orazio Torsellini et de Silvio Seriagli.